# والری استیل
والری استیل (انگلیسی: Valerie Still؛ زادهٔ ۱۴ مهٔ ۱۹۶۱) بازیکن بسکتبال اهل ایالات متحده آمریکا است.